# 寺地拳四朗
寺地 拳四朗（てらじ けんしろう、1992年1月6日 - ）は、日本のプロボクサー。京都府城陽市出身。B.M.Bボクシングジム所属。元WBAスーパー・WBC世界ライトフライ級統一王者。元WBA・WBC世界フライ級統一王者。世界2階級制覇王者。
以前は拳四朗のリングネームを使用していた。

## 人物
- 名前の拳四朗の由来は漫画『北斗の拳』の主人公・ケンシロウから採られたものであるが[3]、拳四朗本人はあまり字を読むのは好きじゃなく漫画を読まないため、北斗の拳を1度も読んだことがない[4]。入場曲も、テレビアニメ『北斗の拳』のオープニングテーマ曲であるクリスタルキングの「愛をとりもどせ!!」を使用している。フライ級転向後は、同じくオープニングテーマ曲であるTOM★CATの「TOUGH BOY」とのメドレーで入場している。
- 元日本ミドル級王者で元OPBF東洋太平洋ライトヘビー級王者の寺地永の次男。父親との関係は良好だが、普段はボクシングの話をすることはまったくなく、試合後のアドバイスもあまりない[5]。
- 従兄弟に競艇選手の是澤孝宏がいる[6]。
- もともとは競艇選手である従兄弟の是澤孝宏の影響で賞金がよく選手寿命も長い競艇選手になりたいと思っていたが、ボクシングで日本ランキングに入れば競艇選手の特別推薦がもらえると聞いたことと、高校のスポーツ推薦のためにボクシングを始めた。ボクシングは好きなわけではなく競艇選手になるための仕事として続けていたが、2017年に世界王者になったことで、ボクシングが自分に向いていると思い、競艇選手はもういいかなという気持ちになったという。しかしその後もボクシングが楽しいと思うことはなかったが、世界王座を防衛していくうちに徐々に楽しいと思うようになり、特に三迫ジムでトレーナーの加藤健太に教わるようになったことで、新しい知識が増え技術的なことや身体の使い方などを理解できるようになったことで、ボクシングを好きになっていったと語っている[5]。
- 試合勝利後にダブルピースをするのが恒例であった。

## 来歴

### アマチュア時代
中学校3年の時に「行ける高校がない」と先生に言われて、ボクシングをすればスポーツ推薦で高校に行けるという話になり、さらに従兄弟が競艇選手だった影響で競艇選手になりたかったが、ボクシングで日本ランキング5位以内に入ったら競艇選手になるための特別推薦がもらえると聞いたことで、最初は嫌々であったが中学校3年からボクシングを始める、父親の永によると「無理やりやらせた面もある」とのこと。奈良県立奈良朱雀高等学校時代には、インターハイや国体に出場経験がある。2009年の高校3年次のインターハイ決勝ではモスキート級で2学年下の井上尚弥（神奈川県立新磯高等学校）に3Rレフェリーストップコンテストで敗れている。
高校卒業後、関西大学人間健康学部に進学。関西大学時代には、大学4年次に国体で成年男子ライトフライ級に於いて優勝を、全日本選手権で準優勝を果たした。しかし、高校で一度、大学でも一度、競艇学校の入学試験を受けており、ボクシングに対する執着はあまりなかった。なお関西大学ボクシング部時代の同期に坂晃典がいる。

#### ライトフライ級
2014年、大学を卒業と同時にプロ入りを決意し、父が経営するB.M.Bボクシングジムからプロデビューするべく3月17日にB級プロテストを受験し、無事合格した。リングネームを下の名前のみを取って『拳四朗』とし、同年8月3日、松下IMPホール（大阪市中央区）にてヘリ・アモル（インドネシア）とプロデビュー6回戦を行い、判定勝ちを収めた。
2015年8月10日には後楽園ホールで大前貴史（中日）とライトフライ級8回戦を行って4回59秒TKO勝ちを収めた。
2015年10月12日に後楽園ホールでロリー・スマルポン（フィリピン）とWBC世界ライトフライ級ユース王座決定戦を行い、10回判定勝ちを収め王座獲得に成功した。同年12月27日には大山崎町立体育館で日本ライトフライ級王者の堀川謙一（SFマキ）と対戦し、10回3-0（98-93×2、97-93）の判定勝ちを収め、プロ6戦目で王座を獲得した。
2016年1月22日、プロ・アマチュア年間表彰年間最高試合に選出された。
2016年3月2日には京都府城陽市に拳四朗後援会が発足。
2016年4月14日、後楽園ホールで角谷淳志（金沢）と対戦し、初回2分53秒TKO勝ちを収め初防衛に成功した。
2016年8月7日、大阪府立体育会館で日本王座防衛とOPBF東洋太平洋ライトフライ級王座決定戦として、日本ライトフライ級5位の大内淳雅（姫路木下）と対戦し、12回3-0の判定勝ちを収め日本王座は2度目の防衛、OPBF王座を獲得した。親子2代で日本王座とOPBF王座の2冠を果たしたのは国内初の快挙となった。
2016年12月8日には後楽園ホールでレスター・アブタン（フィリピン）と対戦し、3回1分57秒TKO勝ちを収め初防衛に成功した。
2017年4月2日、久田哲也（ハラダボクシングジム）3度目の防衛戦を行う予定だったが、同年3月21日付でJBCに対し日本王座を返上したため試合は中止となった。

#### WBC王座獲得
2017年5月20日、有明コロシアムでWBC世界ライトフライ級王者ガニガン・ロペス（メキシコ）と対戦し、12回2-0（115-113×2、114-114）の判定勝ちを収めプロ10戦目にして世界王座を獲得した。
2017年10月22日、両国国技館で元WBC世界ライトフライ級王者でWBC世界ライトフライ級1位のペドロ・ゲバラ（メキシコ）と対戦し、12回2-0（115-113、116-112、114-114）の判定勝ちを収め初防衛に成功した。
2017年12月30日、横浜文化体育館で行われた「FUJI BOXING 2017」でWBC世界ライトフライ級11位でWBAフェデカリブライトフライ級王者のヒルベルト・ペドロサ（パナマ）と対戦し、4回1分12秒TKO勝ちを収め2度目の防衛に成功した。
2018年1月12日、WBCの2018年1月度の月間優秀選手賞に選出された。
2018年、ガニガン・ロペスとの再戦が決定、試合日は一度は4月15日の横浜アリーナでの開催に設定されたものの、その後5月25日の大田区総合体育館での開催に変更された。
2018年5月25日、大田区総合体育館にて、元WBC世界ライトフライ級王者でWBC世界ライトフライ級1位のガニガン・ロペスと再戦し、2回1分58秒KO勝ちを収め3度目の防衛に成功した。
2018年10月7日、横浜アリーナにて元IBF世界ライトフライ級王者のミラン・メリンド（フィリピン）と対戦し、7回TKO勝ちを収め4度目の防衛に成功した。
2018年12月30日、大田区総合体育館にてWBC世界ライトフライ級8位のサウル・フアレス（メキシコ）と対戦し、12回3-0（119-109×2、120-108）の判定勝ちを収め5度目の防衛に成功した 。
2019年7月12日、大阪府立体育会館第1競技場でWBC世界ライトフライ級1位のジョナサン・タコニング（フィリピン）と対戦し、4回1分TKO勝ちを収め6度目の防衛に成功した。この試合まで拳四朗のリングネームを使用した。
2019年12月23日、横浜アリーナでIBF世界ライトフライ級王者のフェリックス・アルバラード（ニカラグア）と王座統一戦を行う予定であったが、アルバラードが体調不良になり中止となった。代役として元WBA世界ライトフライ級暫定王者でWBC世界ライトフライ級14位のランディ・ペタルコリン（フィリピン）に変更すると発表した。また、ペタルコリン戦よりリングネームを本名の『寺地拳四朗』に変更することも発表された。
2019年12月23日、横浜アリーナでランディ・ペタルコリンと対戦し、4回1分8秒TKO勝ちを収め7度目の防衛に成功した。
2020年11月26日発売の週刊文春にて、7月に酒に酔った寺地が東京都内のマンション敷地に不法侵入し、他人の車を破損させる、器物損壊騒動を起こしていたことが報じられた。寺地はこの日、謝罪文をマスコミ各社に送付した。被害者との示談は成立しているという。12月2日、プロモーターである真正ジムの山下正人会長より、本件の影響により、12月に予定されていたWBC世界ライトフライ級1位の久田哲也（ハラダ）との8度目の防衛戦の中止が発表された。12月15日、JBCは寺地に対し、制裁金300万円、3か月間のライセンス停止、6か月の社会奉仕の処分を下した。
2021年4月24日、大阪府立体育会館で先述の不祥事の影響により延期されていた久田哲也と対戦し、12回3-0（119-108、118-109×2）で判定勝ちを収め8度目の防衛に成功した。
2021年9月22日、京都市体育館でWBC世界ライトフライ級1位で元日本王者の矢吹正道と対戦し、プロ初黒星となる10回2分59秒TKO負けを喫し9度目の防衛に失敗、王座から陥落した。
試合後、寺地陣営は矢吹戦での試合の攻防で寺地が右目上をカットした場面をめぐり、レフェリーがパンチによるものとした判定に対し、「故意のバッティング」として、問題の場面の映像を添えてJBCに10月5日付で質問状を送付した。しかし10月27日、寺地側に、JBCから「バッティングか有効打によるか判断できず、矢吹を減点せず、試合を続行したレフェリーの判断に特段の問題はない」といった趣旨の回答書が届く。11月8日、所属ジムのBMBジム寺地永会長が会見し、「試合結果に文句はない」とした上で、「JBCの不誠実さを垣間みた」とJBCの回答を不服とし再抗議。11月15日、試合の興行権を持つ真正ジム・山下正人会長、矢吹が所属する緑ジム・松尾敏郎会長、BMBジム寺地永会長が会見を開き、WBCから再戦命令が届き、両陣営で合意の上、再戦を行うことを発表。またWBCが10月18日付でJBCに再戦を命令していたが、JBCは11月10日までこれを両陣営に伝えていなかったことについて、JBCが命令を隠蔽しようとしていた疑いがあるとして、寺地会長は「10月中に再戦命令は出ていたのに、JBCが言うには会見を開いてから出たと。つじつまが合わない」と、松尾会長は「再戦命令は出ていないと言われていたのに今月になって出ていると。もう少しきちっとした判断ができないのか」とJBCへの不信感をあらわにした。
2021年11月24日、東京・水道橋の後楽園飯店にて会見を行い、現役続行を表明。
2022年3月19日、京都市体育館でWBC世界ライトフライ級王者の矢吹正道と6か月ぶりにダイレクトリマッチを行い、3回1分11秒KO勝ちを収め王座に返り咲いた。なおこの試合はABEMAで無料独占生配信された。

#### WBAスーパー王者との統一戦
2022年11月1日、WBA世界ライトフライ級スーパー王者京口紘人と王座統一戦を行い、5回に1度目のダウンを奪い、7回に2度目のダウンを奪ったところで2分36秒TKO勝ちを収め、WBAスーパー及びリングマガジン王座を獲得、WBCは初防衛に成功、日本人男子としては5人目となる分立2団体間の統一王者、世界王者同士の統一戦勝利としては4人目となった。試合の模様は日本国内はAmazon Prime Video、海外はESPN+(アメリカ)、DAZN(ヨーロッパ全域)で配信された。
2023年3月24日、WBO世界ライトフライ級王者ジョナサン・ゴンサレスと3団体王座統一戦を4月8日に行う予定だったが、ゴンサレスがマイコプラズマ肺炎に罹ったため試合中止になったことが発表された。同年3月29日に代役としてWBA世界フライ級2位のアンソニー・オラスクアガに対戦相手が変更されたことが発表された。
2023年4月8日、有明アリーナでWBA世界ライトフライ級4位でWBC世界ライトフライ級15位のアンソニー・オラスクアガと対戦し、オラスクアガと壮絶な打ち合いの末、9回58秒TKOで下し、WBC王座は2度目、WBA王座は初防衛に成功した。
2023年9月18日、有明アリーナでWBA世界ライトフライ級4位でWBC世界ライトフライ級1位および元WBAスーパー・IBF世界ライトフライ級統一王者のヘッキー・ブドラーと対戦し、9回2分19秒TKO勝ちを収めWBA王座は2度目、WBC王座は3度目の防衛に成功した。
2024年1月23日、エディオンアリーナ大阪でWBA世界ライトフライ級1位でWBC世界ライトフライ級2位および元WBA世界ライトフライ級レギュラー王者のカルロス・カニサレスと対戦し、12回2-0（113-113、114-112×2）の判定勝ちを収めWBA王座は3度目、WBC王座は4度目の防衛に成功した。また、この試合はBWAAの年間最高試合賞にあたるモハメド・アリ - ジョー・フレイジャー賞にノミネートされたものの、受賞とはならなかった。

#### フライ級
フライ級転向に伴い、2024年7月15日付でWBA世界ライトフライ級スーパー王座とWBC世界ライトフライ級王座を全て返上した。
2024年10月13日、有明アリーナで元WBC世界フライ級王者でWBC世界フライ級2位のクリストファー・ロサーレスとWBC世界フライ級王座決定戦を行い、ロサーレスの鼻骨骨折によるレフェリーストップで11回6秒TKO勝ちを収め2階級制覇を達成した。
2025年3月13日、両国国技館でWBA世界フライ級王者ユーリ阿久井政悟と王座統一戦を行い、12回1分31秒TKO勝ちを収めライトフライ級に続く2団体統一に成功、WBC王座は防衛及びWBA王座を獲得し、日本人ボクサーとしてはバンタム級・スーパーバンタム級王座統一を達成した井上尚弥に次いで史上2人目の複数階級統一王者となった。
2025年7月30日、横浜BUNTAIでWBA世界フライ級3位、WBC世界フライ級4位のリカルド・ラファエル・サンドバルとWBA・WBC世界フライ級タイトルマッチを行うも、12回1-2の判定負けを喫し王座から陥落、この敗戦により同年12月27日にリヤドで行われる予定だったWBC世界同級暫定王者のガラル・ヤファイとのWBA・WBC世界同級王座統一戦は白紙となった。日本ではU-NEXT、アメリカ及びイギリスはDAZNにて配信する予定。

## 戦績
- アマチュアボクシング：74戦 58勝 (20KO・RSC) 16敗
- プロボクシング：27戦 25勝 (16KO) 2敗

| 戦           | 日付           | 勝敗 | 時間     | 内容    | 対戦相手                         | 国籍             | 備考                                                                      |
| ------------ | -------------- | ---- | -------- | ------- | -------------------------------- | ---------------- | ------------------------------------------------------------------------- |
| 1            | 2014年8月4日   | ☆    | 6R       | 判定3-0 | ヘリ・アモル                     | インドネシア     | プロデビュー戦                                                            |
| 2            | 2014年10月19日 | ☆    | 2R 1:01  | TKO     | ファウワナイ・ウォースラポー     | タイ             |                                                                           |
| 3            | 2015年3月26日  | ☆    | 7R 1:40  | KO      | 長嶺克則（マナベ）               | 日本             |                                                                           |
| 4            | 2015年8月10日  | ☆    | 4R 0:59  | KO      | 大前貴史（中日）                 | 日本             |                                                                           |
| 5            | 2015年10月12日 | ☆    | 10R      | 判定3-0 | ロリー・スマルポン               | フィリピン       | WBC世界ライトフライ級ユース王座決定戦                                     |
| 6            | 2015年12月27日 | ☆    | 10R      | 判定3-0 | 堀川謙一（SFマキ）               | 日本             | 日本ライトフライ級タイトルマッチ                                          |
| 7            | 2016年4月14日  | ☆    | 1R 2:53  | TKO     | 角谷淳志（金沢）                 | 日本             | 日本防衛1                                                                 |
| 8            | 2016年8月7日   | ☆    | 12R      | 判定3-0 | 大内淳雅（姫路木下）             | 日本             | OPBF東洋太平洋ライトフライ級王座決定戦 日本防衛2                          |
| 9            | 2016年12月8日  | ☆    | 3R 1:57  | TKO     | レスター・アブタン               | フィリピン       | OPBF防衛1                                                                 |
| 10           | 2017年5月20日  | ☆    | 12R      | 判定2-0 | ガニガン・ロペス                 | メキシコ         | WBC世界ライトフライ級タイトルマッチ                                       |
| 11           | 2017年10月22日 | ☆    | 12R      | 判定2-0 | ペドロ・ゲバラ                   | メキシコ         | WBC防衛1                                                                  |
| 12           | 2017年12月30日 | ☆    | 4R 1:12  | TKO     | ヒルベルト・ペドロサ             | パナマ           | WBC防衛2                                                                  |
| 13           | 2018年5月25日  | ☆    | 2R 1:58  | KO      | ガニガン・ロペス                 | メキシコ         | WBC防衛3                                                                  |
| 14           | 2018年10月7日  | ☆    | 7R 2:47  | TKO     | ミラン・メリンド                 | フィリピン       | WBC防衛4                                                                  |
| 15           | 2018年12月30日 | ☆    | 12R      | 判定3-0 | サウル・フアレス                 | メキシコ         | WBC防衛5                                                                  |
| 16           | 2019年7月12日  | ☆    | 4R 1:00  | TKO     | ジョナサン・タコニング           | フィリピン       | WBC防衛6                                                                  |
| 17           | 2019年12月23日 | ☆    | 4R 1:08  | TKO     | ランディ・ペタルコリン           | フィリピン       | WBC防衛7                                                                  |
| 18           | 2021年4月24日  | ☆    | 12R      | 判定3-0 | 久田哲也（ハラダ）               | 日本             | WBC防衛8                                                                  |
| 19           | 2021年9月22日  | ★    | 10R 2:59 | TKO     | 矢吹正道（緑）                   | 日本             | WBC陥落                                                                   |
| 20           | 2022年3月19日  | ☆    | 3R 1:11  | KO      | 矢吹正道（緑）                   | 日本             | WBC世界ライトフライ級タイトルマッチ                                       |
| 21           | 2022年11月1日  | ☆    | 7R 2:36  | TKO     | 京口紘人（ワタナベ）             | 日本             | WBA・WBC世界ライトフライ級王座統一戦 WBC防衛1 WBA・リングマガジン王座獲得 |
| 22           | 2023年4月8日   | ☆    | 9R 0:58  | TKO     | アンソニー・オラスクアガ         | アメリカ合衆国   | WBA防衛1・WBC防衛2                                                        |
| 23           | 2023年9月18日  | ☆    | 9R 2:19  | TKO     | ヘッキー・ブドラー               | 南アフリカ共和国 | WBA防衛2・WBC防衛3                                                        |
| 24           | 2024年1月23日  | ☆    | 12R      | 判定2-0 | カルロス・カニサレス             | ベネズエラ       | WBA防衛3・WBC防衛4                                                        |
| 25           | 2024年10月13日 | ☆    | 11R 0:06 | TKO     | クリストファー・ロサーレス       | ニカラグア       | WBC世界フライ級王座決定戦                                                 |
| 26           | 2025年3月13日  | ☆    | 12R 1:31 | TKO     | ユーリ阿久井政悟（倉敷守安）     | 日本             | WBA・WBC世界フライ級王座統一戦 WBA獲得・WBC防衛1                          |
| 27           | 2025年7月30日  | ★    | 12R      | 判定1-2 | リカルド・ラファエル・サンドバル | アメリカ合衆国   | WBA・WBC陥落                                                              |
| テンプレート |                |      |          |         |                                  |                  |                                                                           |

## 獲得タイトル
- WBC世界ライトフライ級ユース王座（防衛0=返上）
- 日本ライトフライ級王座（防衛2=返上）
- OPBF東洋太平洋ライトフライ級王座（防衛1=返上）
- WBC世界ライトフライ級王座（1期目:防衛8、2期目:防衛4=返上）
- WBA世界ライトフライ級スーパー王座（防衛3=返上）
- リングマガジン世界ライトフライ級王座
- WBC世界フライ級王座（防衛1）
- WBA世界フライ級王座（防衛0）

## 受賞
- プロ・アマチュア年間表彰
  - 2019年プロボクシング部門 優秀選手賞[72]
  - 2022年プロボクシング部門 技能賞[73]
- 第66回関西スポーツ賞（2022年）[74]
- 2022年度リングマガジン カムバック・オブ・ザ・イヤー[75]

## 出演

### テレビ
- たむらけんじのぶっちゃ〜けBar（2018年3月5日 - 18日、eo光テレビ）
- 快傑えみちゃんねる（2020年2月7日、関西テレビ）
- 真次郎のボクシングチャンネル (2020年3月24日、 関西テレビ)

### 映画
- シモキタブレイザー（2024年2月16日、アルバトロス・フィルム）[76]